# Wygnanie (film 2007)
Wygnanie (ros. Изгнание / Izgnanije) – rosyjski dramat psychologiczny z 2007 roku w reżyserii Andrieja Zwiagincewa. Zdjęcia kręcono w Belgii (Charleroi), Francji (Roubaix, Tourcoing) i Mołdawii (Kaguł).

## Fabuła
Aleks, jego żona Wiera i dwójka dzieci przeprowadzają się z miasta na wieś, do rodzinnego domu ojca, położonego w malowniczych okolicach. Od tego momentu życie rodziny zaczyna się komplikować. Okazuje się, że wiele osób ma swoją tajemnicę.

## Obsada
- Konstantin Ławronienko jako Aleks
- Maria Bonnevie jako Wiera
- Aleksandr Bałujew jako Mark
- Maksim Szybajew jako Kir
- Andriej Szybarszin jako Maks

## Nagrody
Wygnanie było drugim, po debiutanckim Powrocie (2003), dobrze przyjętym i często nagradzanym na światowych festiwalach dziełem Zwiagincewa. Obraz w brał udział w konkursie głównym na 60. MFF w Cannes, gdzie zdobył nagrodę dla najlepszego aktora (Konstantin Ławronienko).

## Przyjęcie
Zagraniczni dziennikarze docenili Wygnanie. „Hipnotyzująca, piękna historia” – pisał "The Times". W Polsce film również spotkał się z pozytywnym przyjęciem. Artur Cichmiński w recenzji dla portalu "Stopklatka" zwrócił uwagę na bardzo dobrą grę aktorską oraz zdjęcia, które określił mianem „poetyki obrazu”.